# Wolfgang Schulz (Kunsthistoriker)
Wolfgang Schulz (* 28. September 1943 in Georgenswalde, Ostpreußen; † 28. Juni 2015 in Berlin) war ein deutscher Kunsthistoriker.

## Leben
Der Zweite Weltkrieg verschlug die Familie Schulz nach Berlin. Wolfgang Schulz, Sohn von Anneliese Schulz, geborene Schiewer, und Rudi Schulz, studierte an der Freien Universität und der Albert-Ludwigs-Universität Freiburg Kunstgeschichte, Germanistik, Theaterwissenschaft und Bibliothekswissenschaft. Sein besonderes Interesse galt der niederländischen Kunstgeschichte. Die Promotion zum Doktor der Philosophie erfolgte 1972 über den Rembrandtschüler Lambert Doomer. Von Schulz, der auch Englisch, Französische und Niederländisch sprach, stammen mehrere Standardwerke zur niederländischen Kunst. Er war von 1972 bis 1974 Wissenschaftlicher Mitarbeiter am Staatlichen Museum Berlin (Kupferstichkabinett und Gemäldegalerie) und 1974 bis 1975 am Mauritshuis Den Haag. Im Jahr 1980 übernahm er die Leitung der Ostdeutschen Galerie Regensburg, von 1980 bis 1999 die vom Berliner Deutschlandhaus, einer Einrichtung zur Pflege und Vermittlung ostdeutscher Kultur mit Veranstaltungen, Publikationen und Ausstellungen. Er gehörte der Künstlergilde Esslingen an. In den letzten 10 Jahren seines Lebens war er ihr Bundesvorsitzender. Er war wissenschaftlicher Mitarbeiter der Staatlichen Museen zu Berlin, des Mauritshuis in Den Haag und Direktor vom Kunstforum Ostdeutsche Galerie. Intensiv befasste er sich mit Aert van der Neer. Er schrieb über 750 Veröffentlichungen, Monografien, Ausstellungskataloge sowie Rezensionen. Er erinnerte an  große Ostpreußen wie Immanuel Kant, Rudolf Siemering, Lovis Corinth, Ernst Wiechert und Otto Nicolai. Er würdigte den russischen Schriftsteller Jurij N. Iwanow, der durch die Bundesrepublik reiste und den Königsbergern erstmals Informationen über ihre bis 1991 verschlossene Stadt gab. Schulz leitete über viele Jahre die Königsberg/Ostpreußengruppe in Berlin. Dem Museum Stadt Königsberg überließ er manches Exponat, zuletzt ein Gesangbüchlein, kaum größer als eine Streichholzschachtel aus dem 18. Jahrhundert.

## Veröffentlichungen (Auswahl)
- Lambert Doomer, Leben und Werke. 2. Bände. 1972.
- Aspekte deutscher Kultur. 1974.
- Cornelis Saftleven, Leben und Werke. 1978.
- Hollandse schilderkunst: Landschappen 17de eeuw Mauritshuis. 1980.
- Stadtführer durch das historische Berlin. 1981; 4. Auflage 1985.
- Ernst Mollenhauer. 1983.
- Große Schlesier. 1984.
- Der Berliner Dom und die Hohenzollerngruft. 1985.